# Tokyo Disney Resort
Tokio Disney Resort es un parque temático y un complejo turístico situado en Urayasu, Prefectura de Chiba, Japón, cercano al este de Tokio (coordenadas: 35°37'47"N, 139°52'58"E). Es coordinado y liderado por Oriental Land Company con una licencia de la compañía Walt Disney. El resort se abrió el 15 de abril de 1983 únicamente como parque temático (Tokio Disneyland), pero se convirtió en un resort (Predio de vacaciones) con dos parques temáticos, siete hoteles (dos de ellos pertenecientes a Disneyland), y un paseo de compras. Tokio Disneyland fue el primer parque temático de Walt Disney Parks, Experiences and Products abierto fuera de los Estados Unidos. 
El resort es actualmente dirigido por Toshio Kagami.
Disney Tokyo Resort tiene tres secciones principales en su infraestructura: Tokio Disneyland; Tokio DisneySea; e Ikspiari, que es una variación de un área de compras; gastronómica y hospitalaria encontrada en los resorts de Disneyland de California (Disneyland) y de Florida (Walt Disney World Resort). Contiene un Bon Voyage! que es la tienda oficial de productos de la línea Disneyland del Tokio Disney Resort.
En 2008, Tokyo Disney Resort abrió un nuevo teatro que contenía  la nueva producción de Cirque du Soleil Zed. Fue  el segundo show permanente de Cirque du Soleil fuera de Norteamérica. Tras casi 4 años finalizó el 31 de diciembre de 2011 debido a la baja audiencia causada por el tsunami de 2011.

## Hotelería
Como los otros resorts de Disney, Tokio Disney tiene numerosos hoteles. Sus hoteles oficiales, el hotel MiraCosta (El edificio al frente de Tokyo DisneySea donde se ubica su entrada), y el Embassy Hotel de Disney, el más costoso, que proporciona la mejor visión y experiencia. Se espera que un tercer hotel de Disney llamado Tokio Disneyland Hotel que está bajo construcción se abrió en 2009. Por sus proporciones será situado delante del estacionamiento del parque.
El resort tiene otros cinco hoteles (con un sexto a abrirse en 2007) que están situados en los alrededores de Tokyo Disneyland. Estos sin embargo, no son hoteles de la Walt Disney Company, y pertenecen por otras compañías. (Similar a los hoteles del Boulevar de la plaza, en Walt Disney World Resort)

## El Resort
- Tokio Disneyland - Es el primer parque temático construido en el resort. Está ubicado en Urayasu, Prefectura de Chiba, Japón.
- Tokio DisneySea - Un parque acuático y temático abierto el 4 de septiembre de 2001.
- Ikspiari - Similar a un centro de compras y a DisneyTown